# Houtstraat (Nijmegen)
De Houtstraat is een winkelstraat in het centrum  van de Nederlandse stad Nijmegen (de "Bovenstad"). De straat begint tegenwoordig aan de noordwestelijke rand van Plein 44 en loopt vanuit daar tot aan de kruising met de Ganzenheuvel en de Lange en Stikke Hezelstraat.
De straat moet niet worden verward met de Houtlaan in het zuiden van Nijmegen.

## Geschiedenis
De straat wordt in de 14e eeuw vermeld als Houtstrate, later als Holtstrate of Holtstraet. Waarschijnlijk verwijst deze naam naar de houtopslagplaatsen die hier in de middeleeuwen waren.
De Houtstraat ontwikkelde zich, net als veel andere straten in de Nijmeegse Bovenstad (bijvoorbeeld de Broerstraat en Burchtstraat) vanaf het einde van de 19e eeuw tot een belangrijke winkelstraat. De stadswallen werden in deze tijd definitief afgebroken, waardoor dit stadsgedeelte zich nu eindelijk economisch goed kon ontwikkelen.
Van 1886 tot 1926 was het hoofdgebouw van het Canisiusziekenhuis (later overgegaan in het Canisius-Wilhelmina Ziekenhuis) aan de Houtstraat gevestigd (nadat dit ziekenhuis in de twintig jaar daarvoor aan de Doddendaal had gestaan). Het ziekenhuis verhuisde hierna weer naar een destijds splinternieuw en modern gebouw aan de St. Annastraat.
De oorspronkelijke Houtstraat was ongeveer twee keer zo lang als de huidige. De straat begon namelijk al bij het kruispunt van de Broerstraat, Paulstraat (Pauwelstraat) en Oude Varkensmarkt (tegenwoordig is dit ongeveer de zuidzijde van Plein 1944). De Bloemerstraat kwam rechtstreeks uit op de Houtstraat. Via de Scheidemakersgas stond de Houtstraat tevens in verbinding met de Grote Markt. Ook twee andere gassen kwamen op de Houtstraat uit: de Rozenkransgas en Enigheid.
Bij het bombardement op de Nijmeegse binnenstad van 22 februari 1944 behoorden de Houtstraat en omgeving daarvan tot het zwaarst getroffen gebied. Tijdens de naoorlogse wederopbouw heeft men besloten om het stuk van de Houtstraat vanaf de Augustijnenstraat tot aan de Lange Hezelstraat te behouden. Ook de naam van de straat bleef ongewijzigd. De Houtstraat heeft zo haar functie als belangrijke winkelstraat tot op de dag van vandaag behouden.

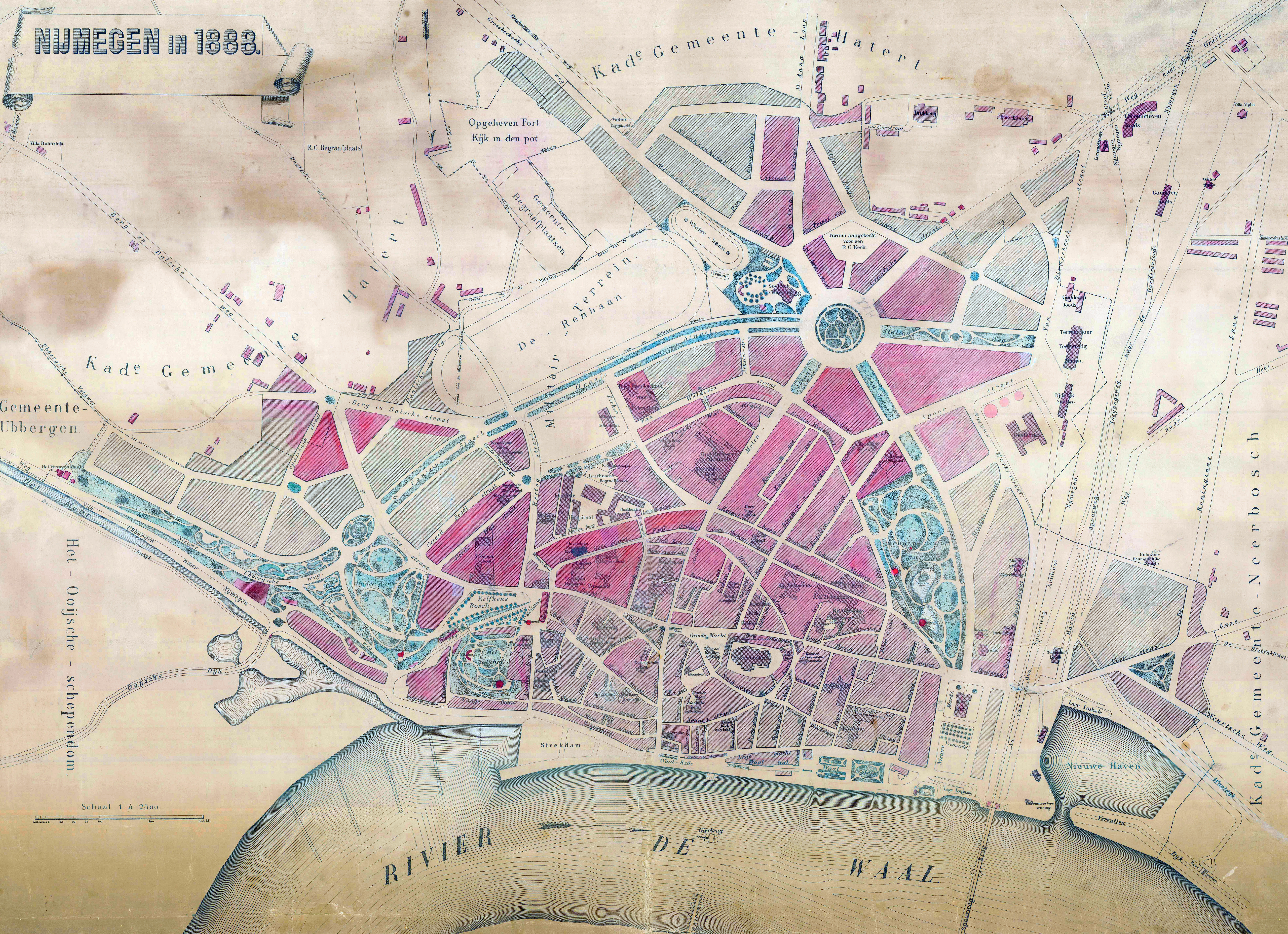
Plattegrond van het stadscentrum uit 1888; hierop is de loop van de oorspronkelijke Houtstraat te zien
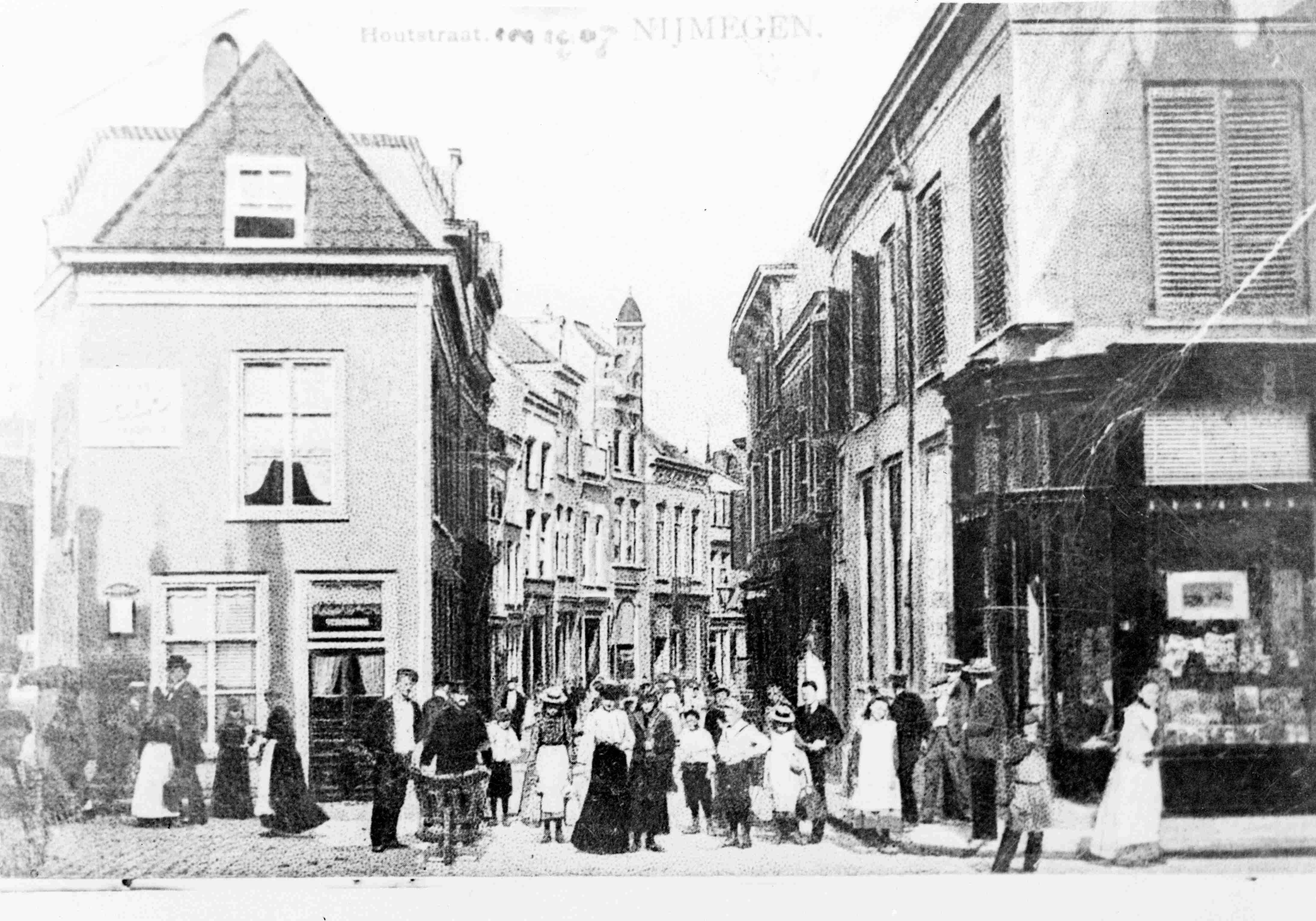
Het begin van de vroegere Houtstraat (midden op de foto), bij de kruising met de Broerstraat (rechts); de Houtstraat loopt hier in de richting van de Bloemerstraat
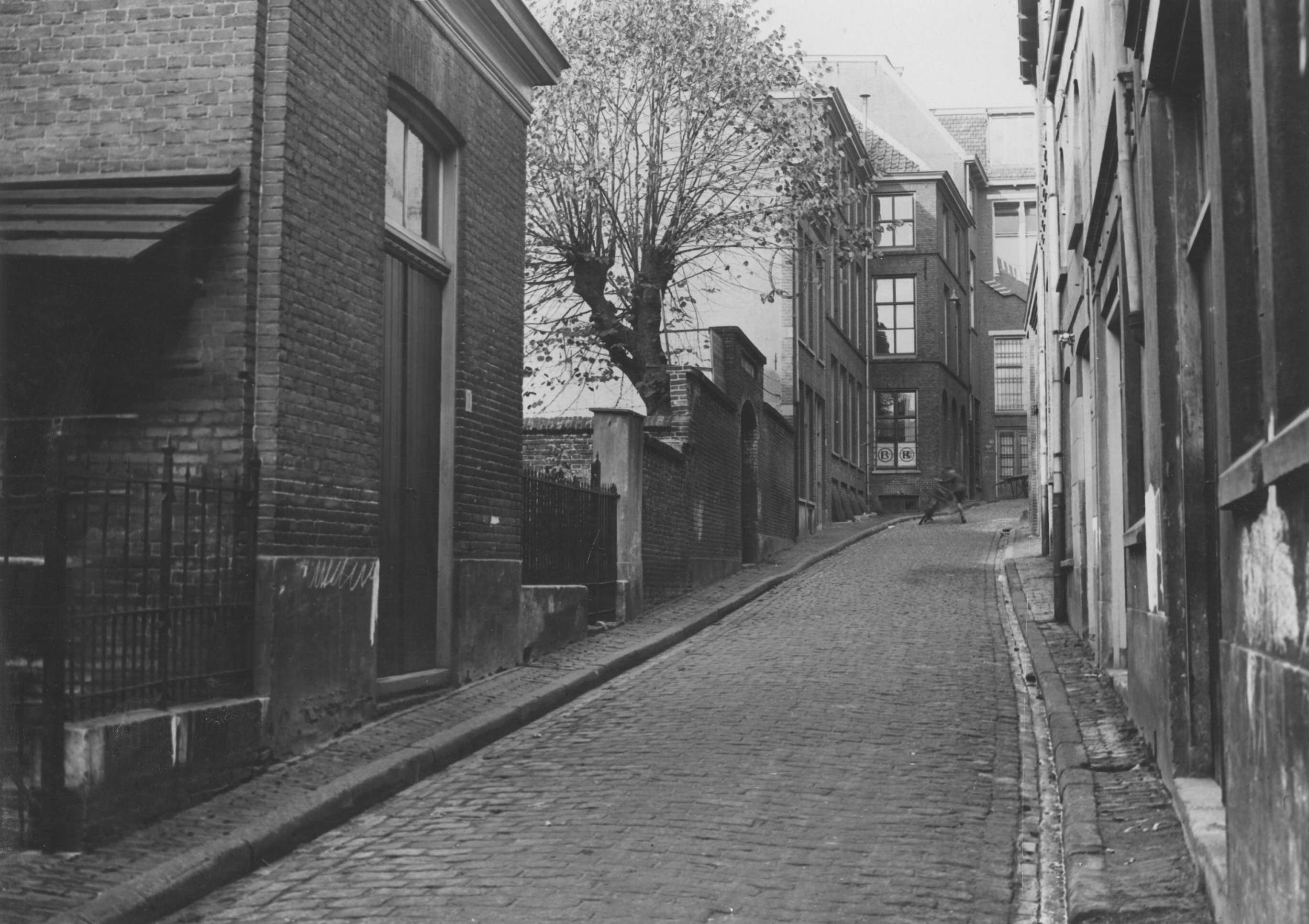
Zicht vanuit de Houtstraat in de richting van de Grote Markt (de Scheidemakersgas), 1931